# Hydrellia meigeni
Hydrellia meigeni is een vliegensoort uit de familie van de oevervliegen (Ephydridae). De wetenschappelijke naam van de soort is voor het eerst geldig gepubliceerd in 1988 door Zatwarnicki.